# Lophocebus albigena
Lophocebus albigena là một loài động vật có vú trong họ Cercopithecidae, bộ Linh trưởng. Loài này được Gray mô tả năm 1850.

## Hình ảnh

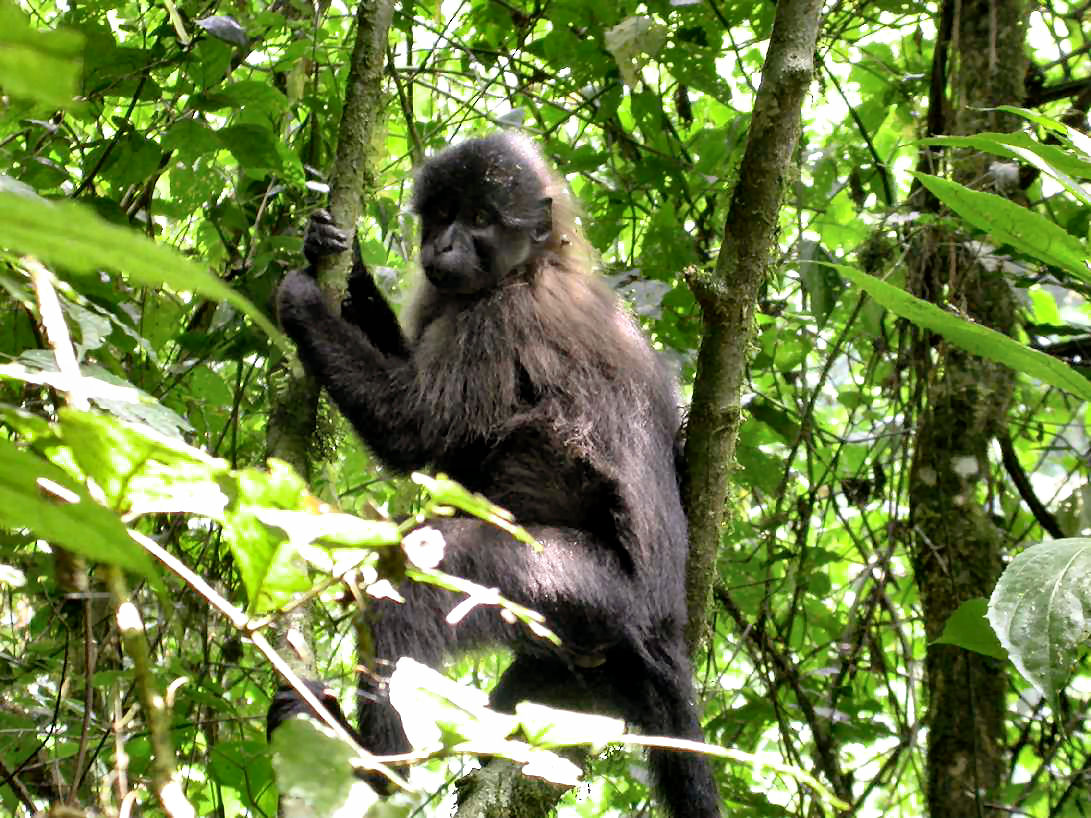
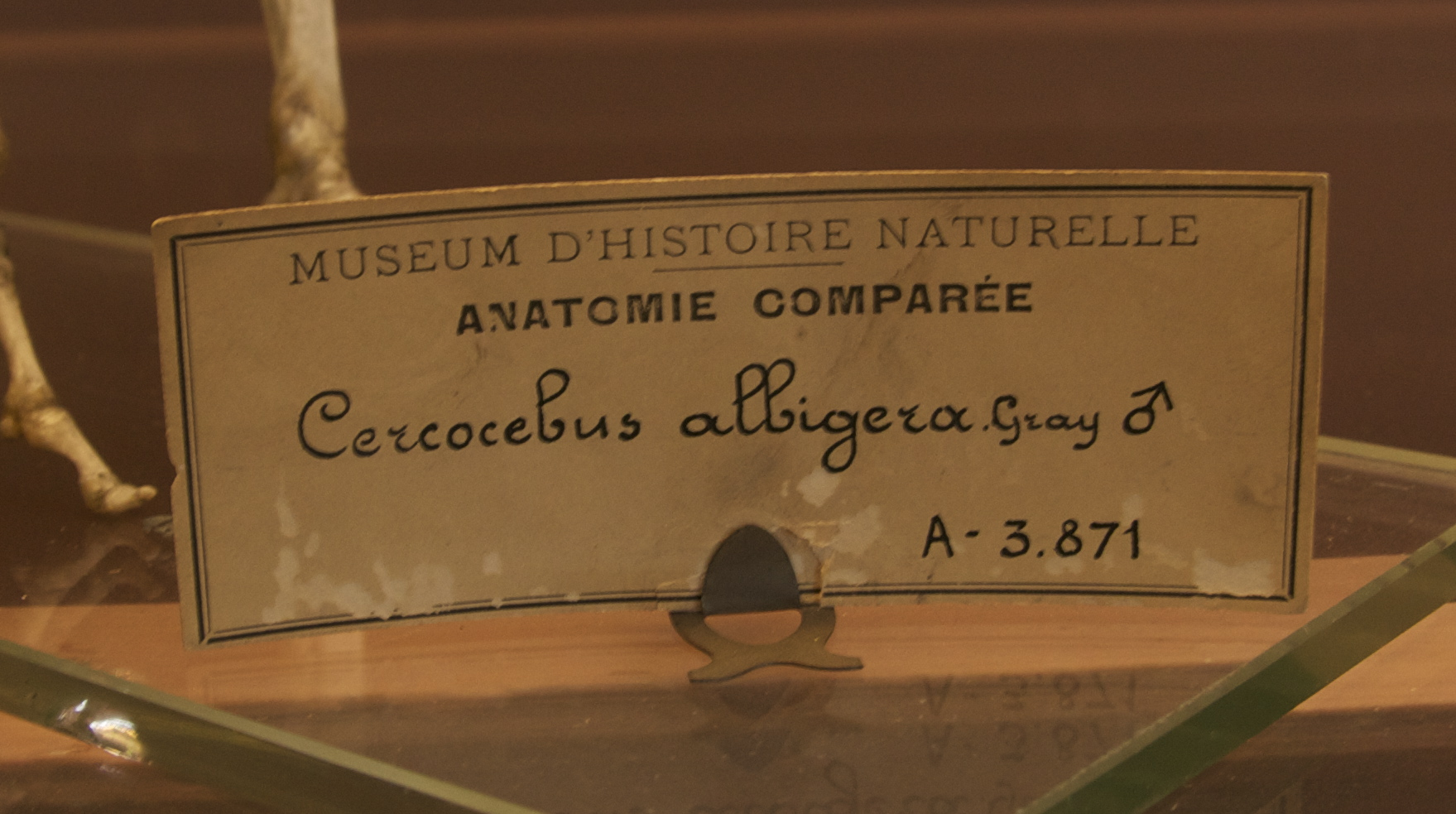
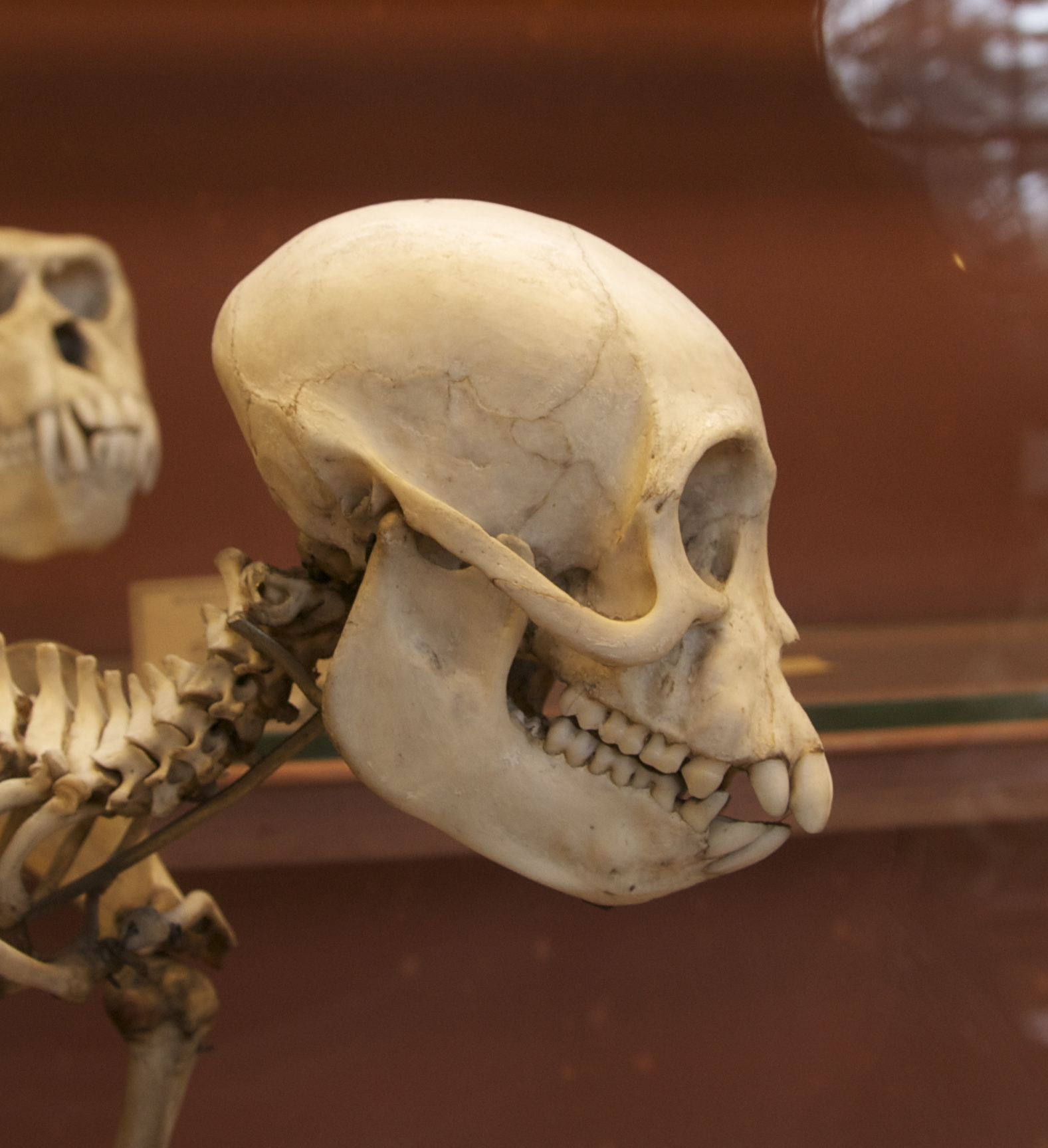
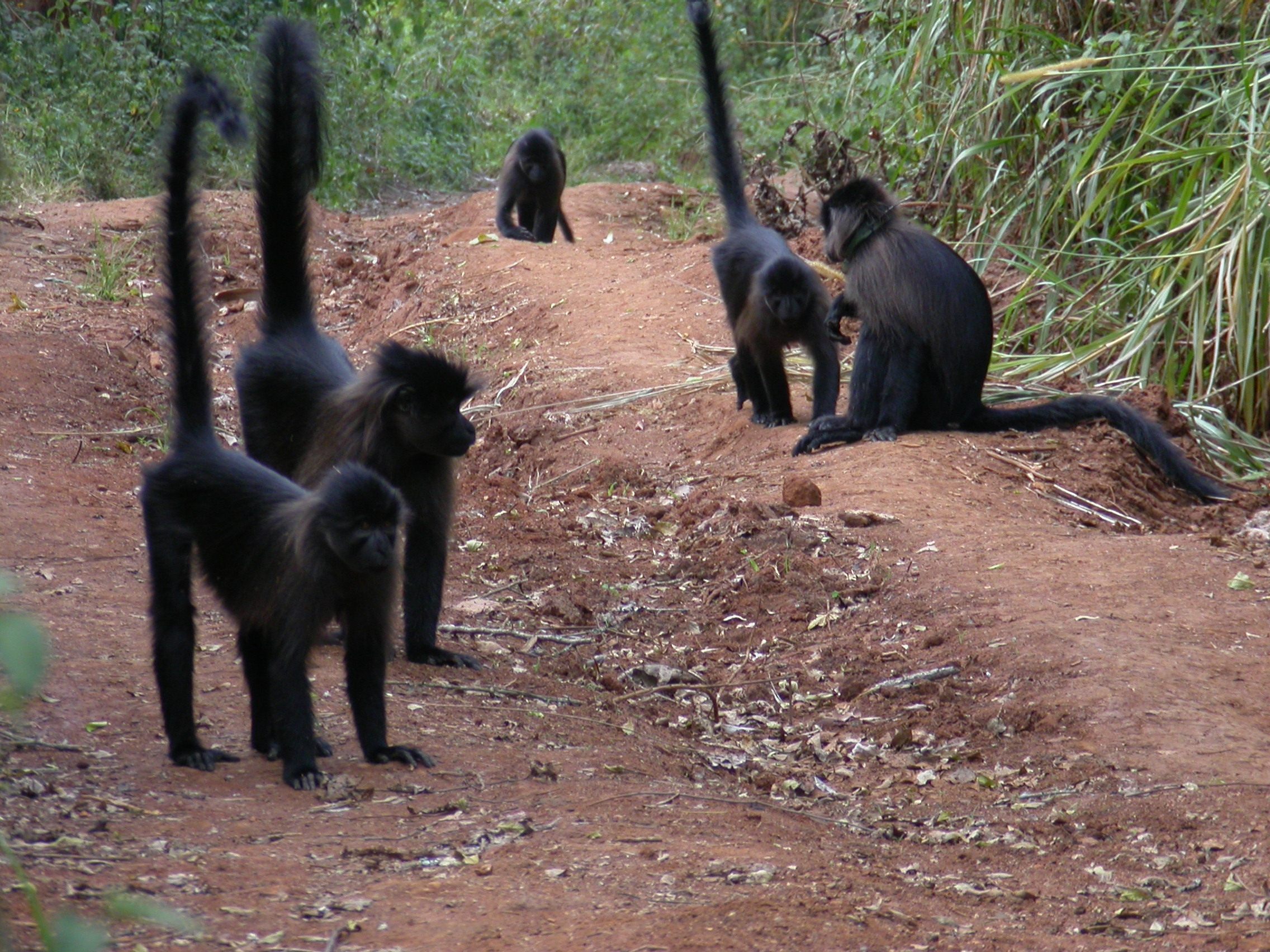